# Jardin botanique et zoologique de l'université d'Abomey-Calavi
Le Jardin botanique et zoologique de l’université d’Abomey-Calavi — encore appelé jardin botanique et zoologique professeur émérite Édouard Adjanohoun — est créé en 1970 par feu le professeur Édouard Adjanohoun, premier botaniste noir et premier recteur de l’Université du Dahomey. 

## Localisation

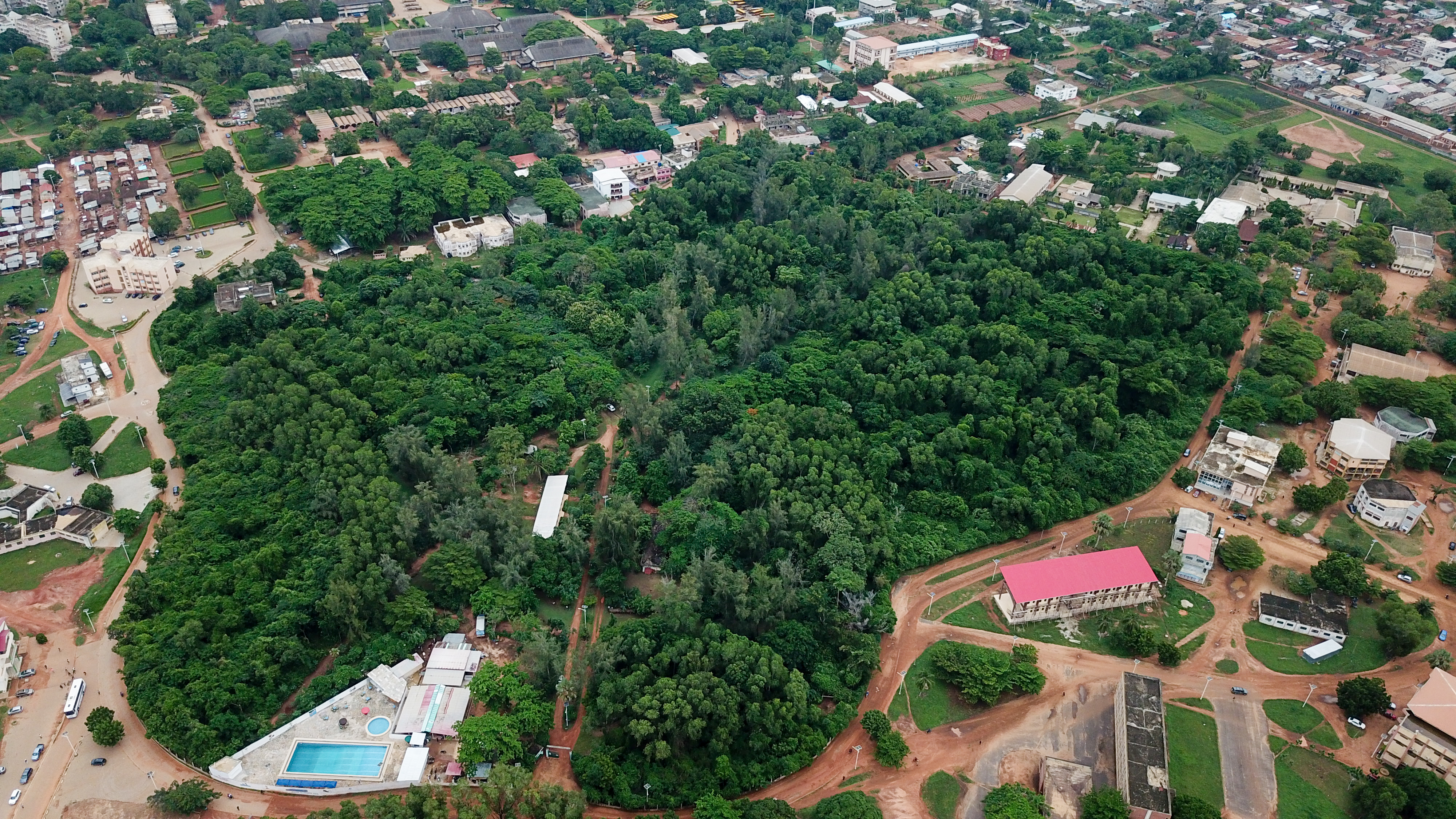
Vue aérienne.

Situé au cœur de l’université d'Abomey-Calavi, il s’étend sur environ 15 hectares et propose une grande biodiversité végétale, animale et de micro-organismes.

## Historique
Créé en 1970 par Édouard Adjanohoun, le jardin botanique et zoologique de l’université d'Abomey-Calavi est né non seulement de sa passion pour la botanique, mais également de la volonté de pallier l’inexistence de cette infrastructure au Bénin. 
À l’avènement de la révolution, en 1972, il quitte le Bénin pour l’université de Bordeaux 3 en 1976, du fait du climat politique délétère du pays. Abandonné, le jardin botanique devient un simple espace accessible à tout le monde jusqu’à son retour en 1990, à la suite de la chute du parti révolutionnaire qui engage le Bénin sur la voie de la démocratie .  
En 1994, l’État donne l’agrément de rénovation de l’ancien jardin botanique, sous le nom de Centre Pilote Régional de la Biodiversité Africaine (CENPREBAF).
Édouard Adjanohoun décéda en 2016

## Missions
Le jardin botanique et zoologique  mène cinq principales missions, la formation, la conservation de la biodiversité, la recherche, la promotion de la médecine traditionnelle africaine et l'éducation de façon générale, plus particulièrement l'éducation environnementale.

## Les espèces du jardin
Le jardin est composé d’espèces diverses tant animales que végétales. On y retrouve différentes espèces végétales autochtones, ornementales et aussi aquatiques. Comme espèces animales, il y a des singes, des serpents, des oies, le crocodile, etc.

Flore
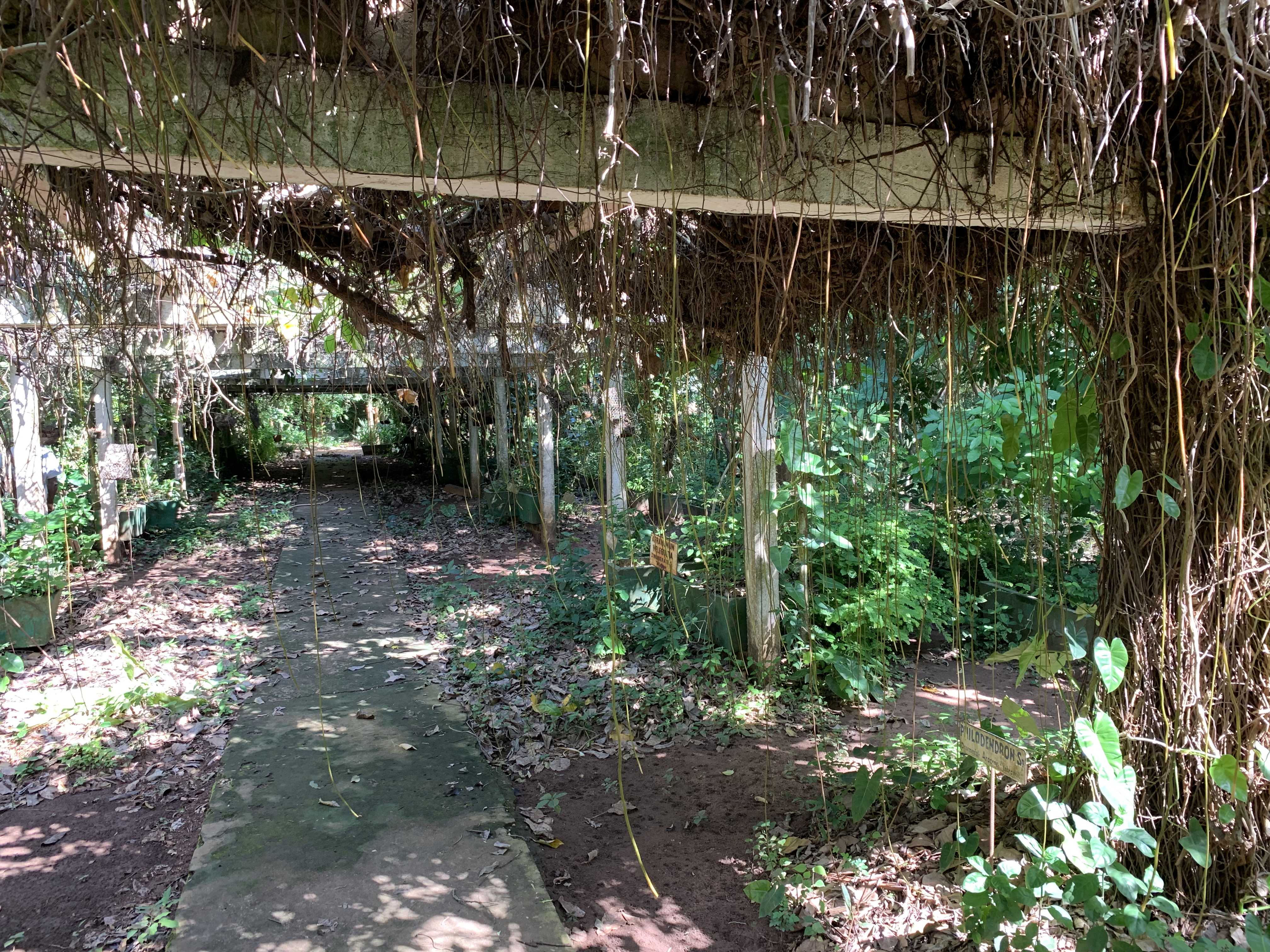
Ombrière.
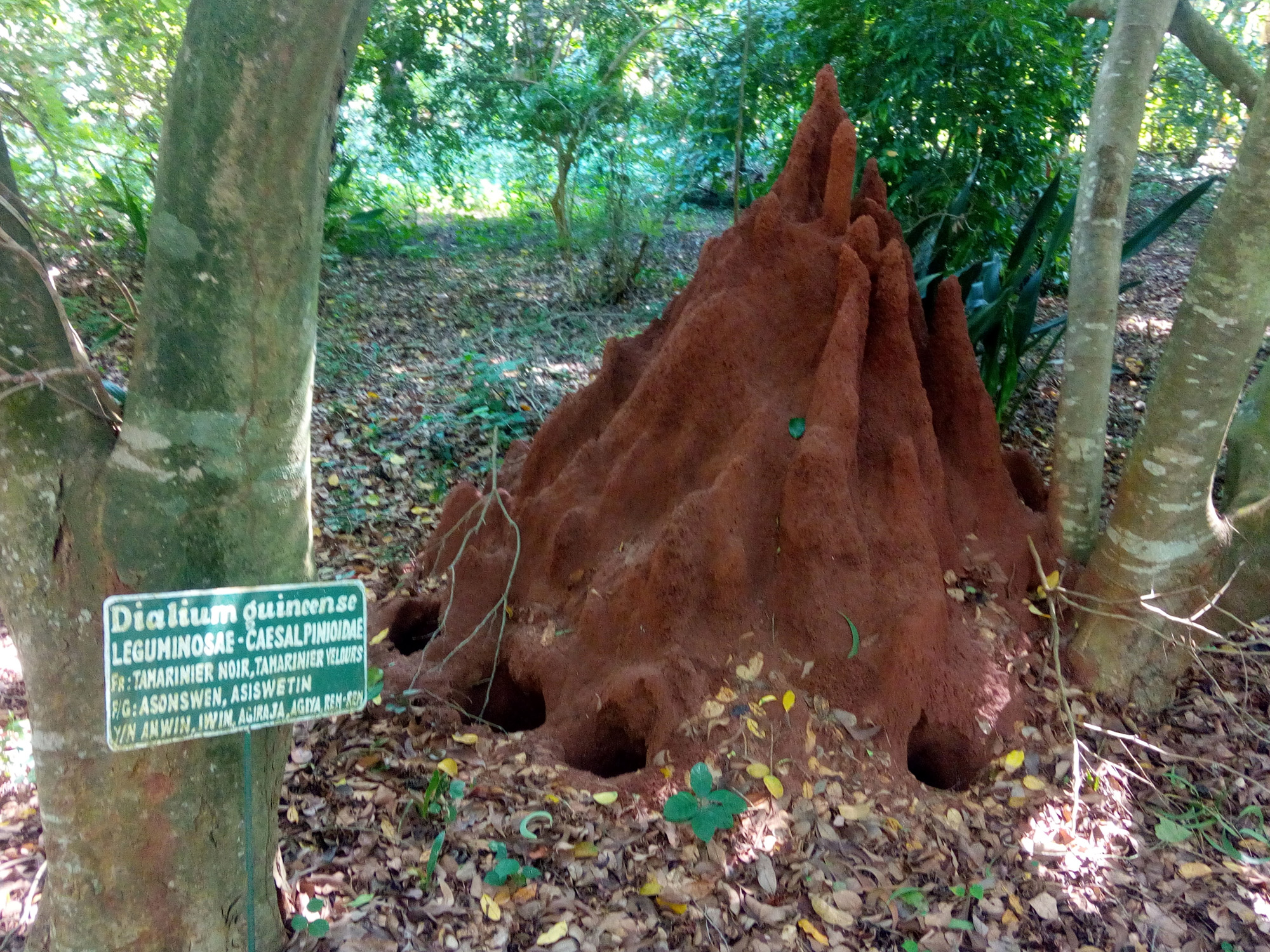
Dialium guineense (Tamarinier noir) à côté d'une termitière.
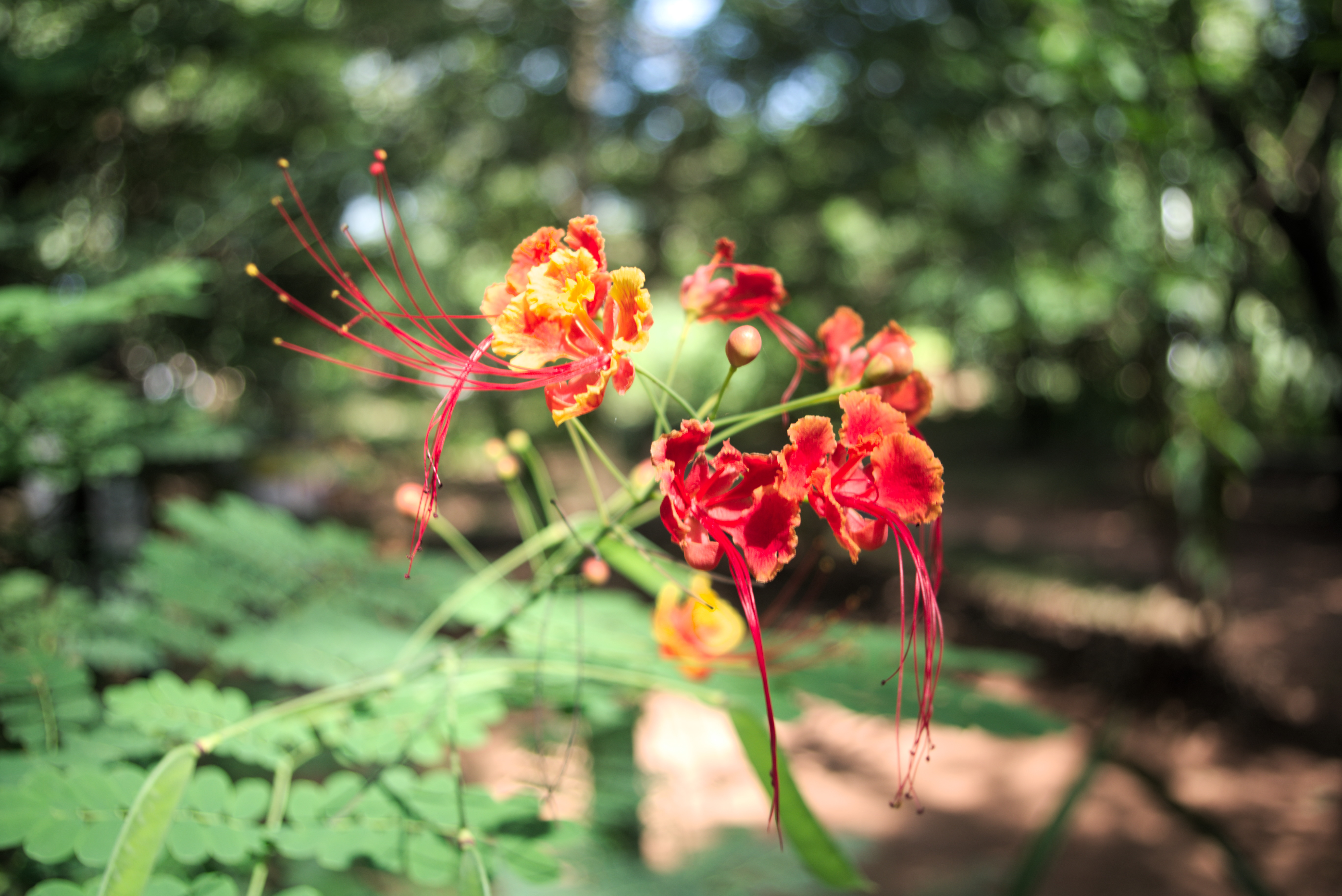
Caesalpinia pulcherrima (Orgueil de Chine).
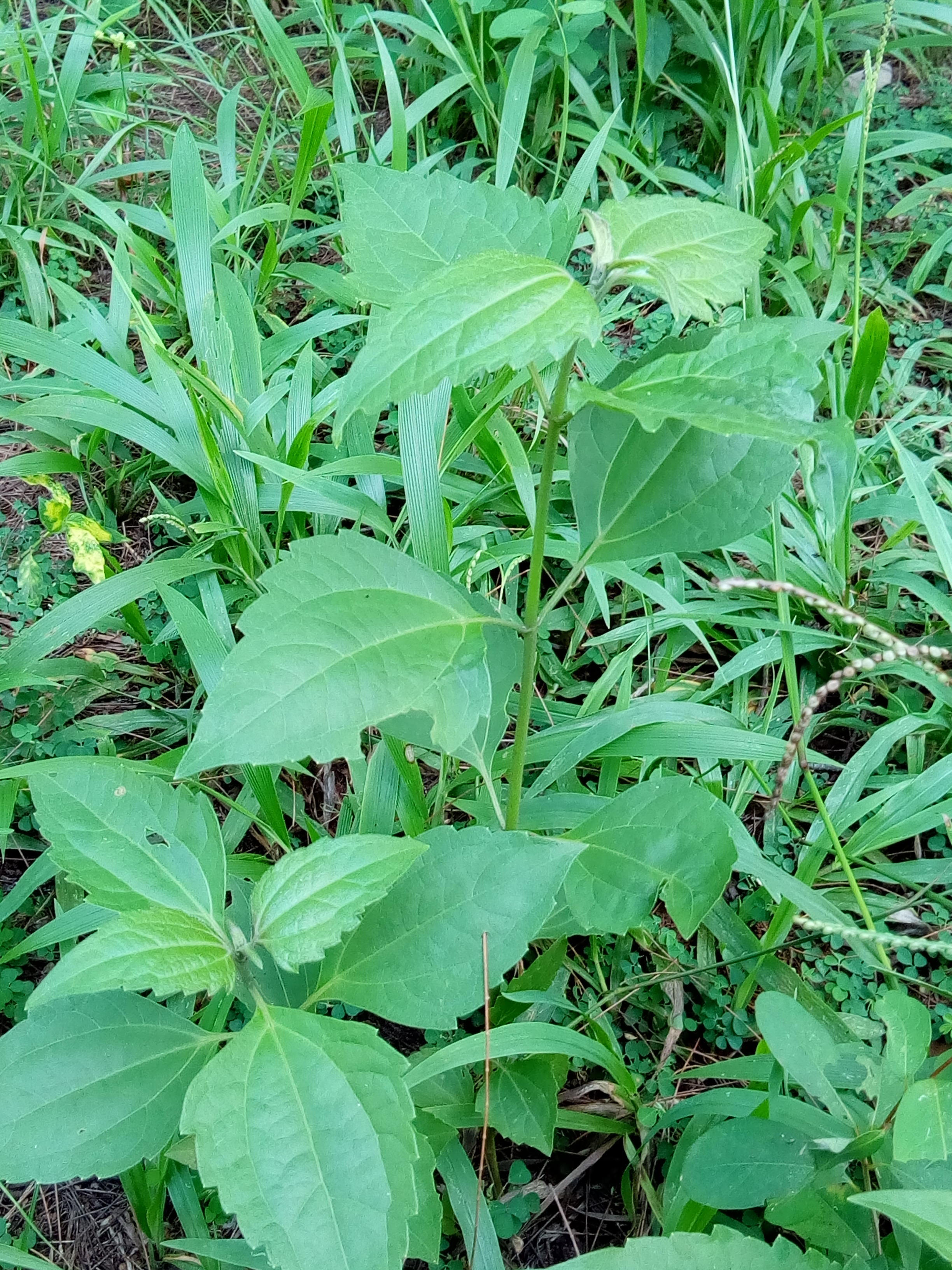
Agatou.

Faune
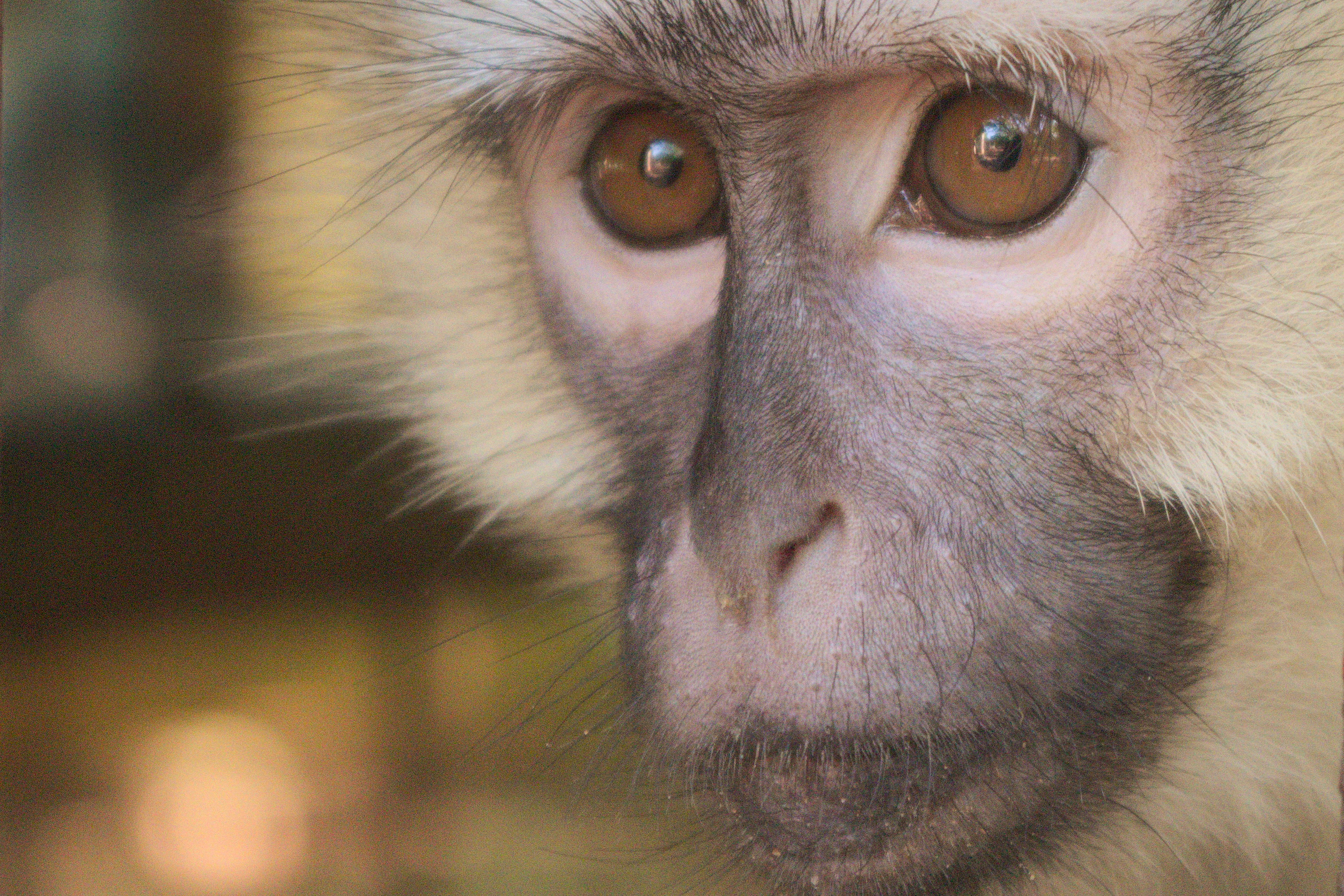
Singe.
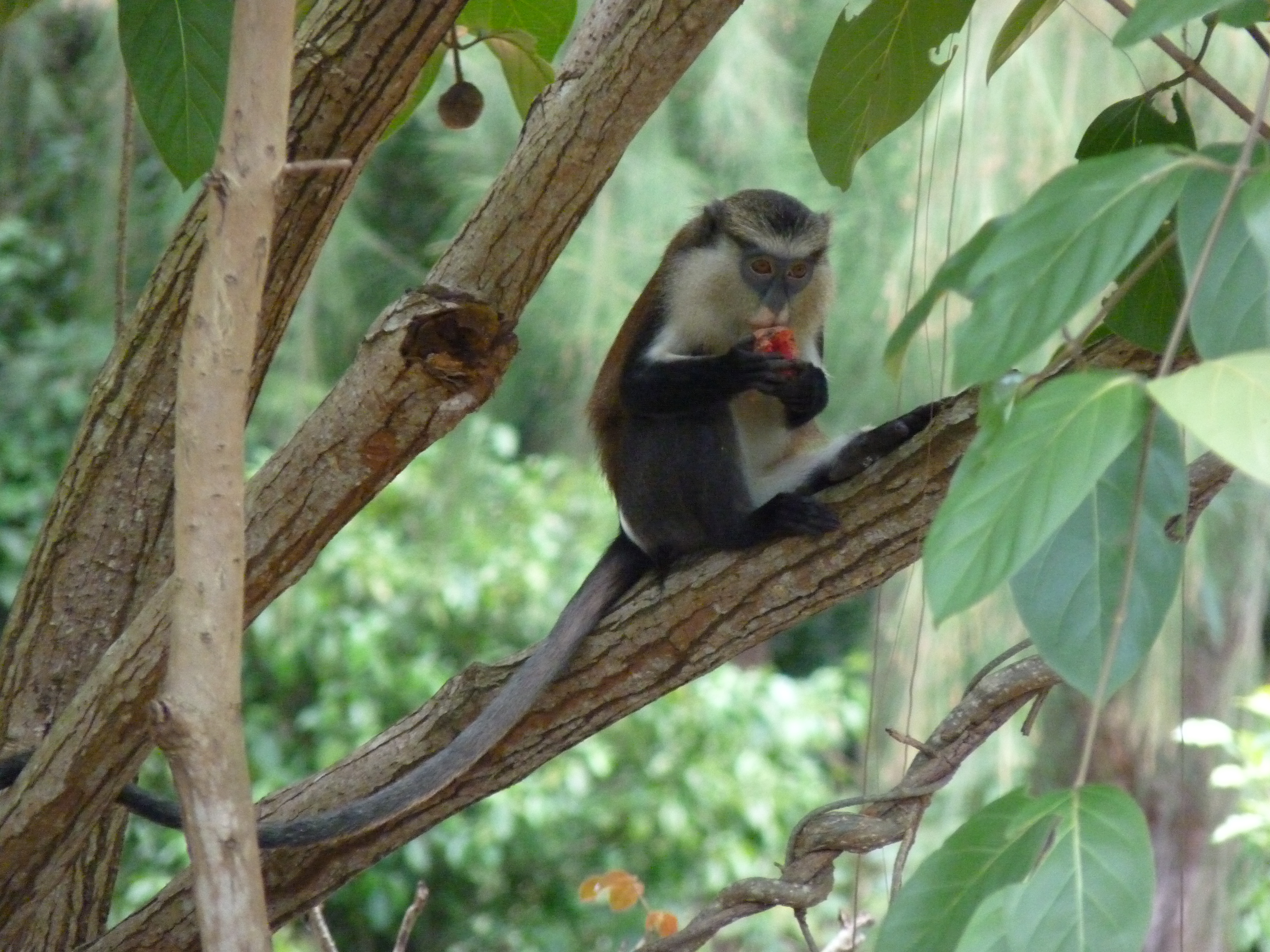
Singe à ventre blanc
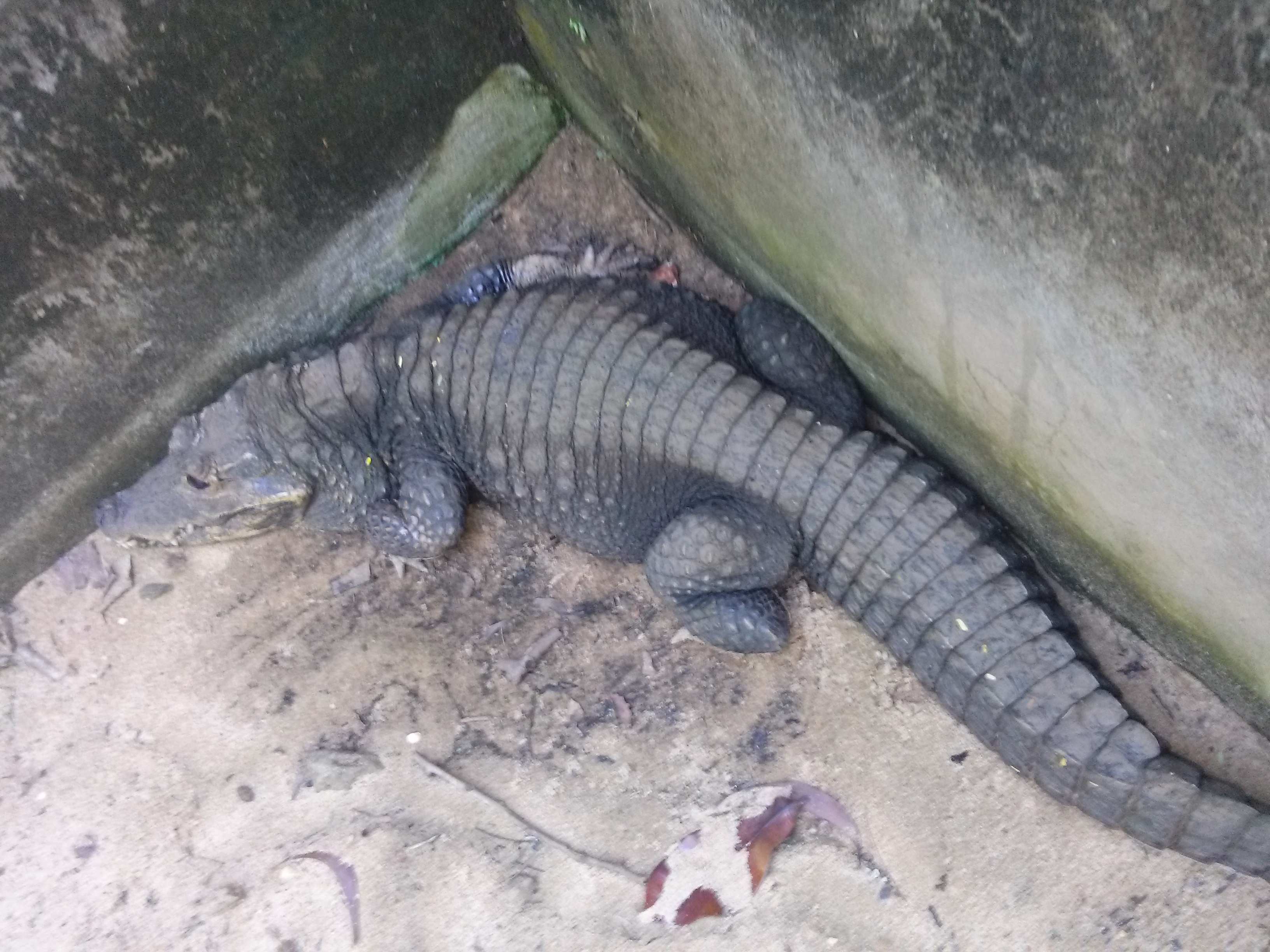
Crocodile.

## Infrastructures
Le jardin botanique et zoologique de l'université d'Abomey-Calavi dispose d'un bar restaurant; d'une piscine et des espaces de travail pour étudiants et chercheurs.

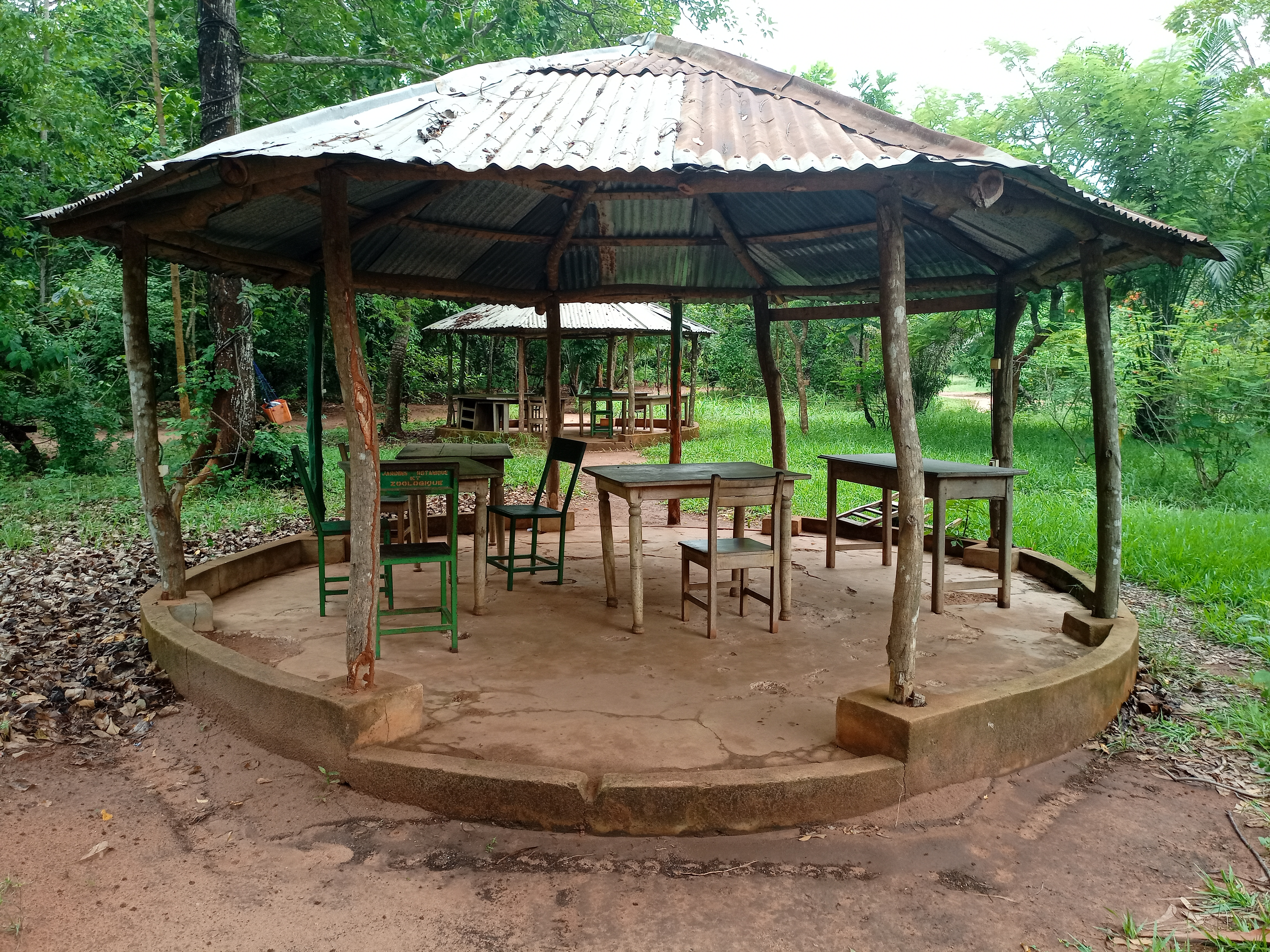
Espace de travail dans le jardin botanique de l'université d'Abomey-Calavi